# Partito Bavarese
Il Partito Bavarese (in tedesco: Bayernpartei) è un partito politico autonomista e regionalista della Baviera.

## Storia
Il partito ha avuto alcuni successi alle urne alla fine degli anni '40 e '50: il 20,9% dei voti in Baviera nel 1949 e 17 seggi nel Bundestag tedesco,  mentre nel 1950 ottenne il 17,9% dei voti e 39 seggi nel parlamento statale bavarese, dove nel 1954 formò una coalizione con il Partito Socialdemocratico Tedesco e il Partito Liberale Democratico (FDP). Tale alleanza costrinse l'Unione Cristiano-Sociale (CSU) all'opposizione per tre anni.
Tuttavia, in seguito al coinvolgimento di alcuni suoi esponenti in uno scandalo legato a tangenti in cambio di concessioni per la gestione di casinò, il Partito Bavarese perse rapidamente il proprio consenso elettorale. Il partito è ancora esistente, ma l'ultima volta che è riuscito ad essere rappresentato al Landtag della Baviera è stato nel 1962.
Nelle elezioni amministrative del 2008 il partito ha invece ottenuto 50 seggi (rispetto ai 32 del 2002), per lo più in Alta Baviera, compreso uno degli 80 seggi nel consiglio comunale di Monaco, capitale della Baviera, dopo 42 anni di assenza. Il Partito bavarese ha ottenuto anche un seggio nel parlamento distrettuale dell'Alta Baviera.